# Strépy-Thieu

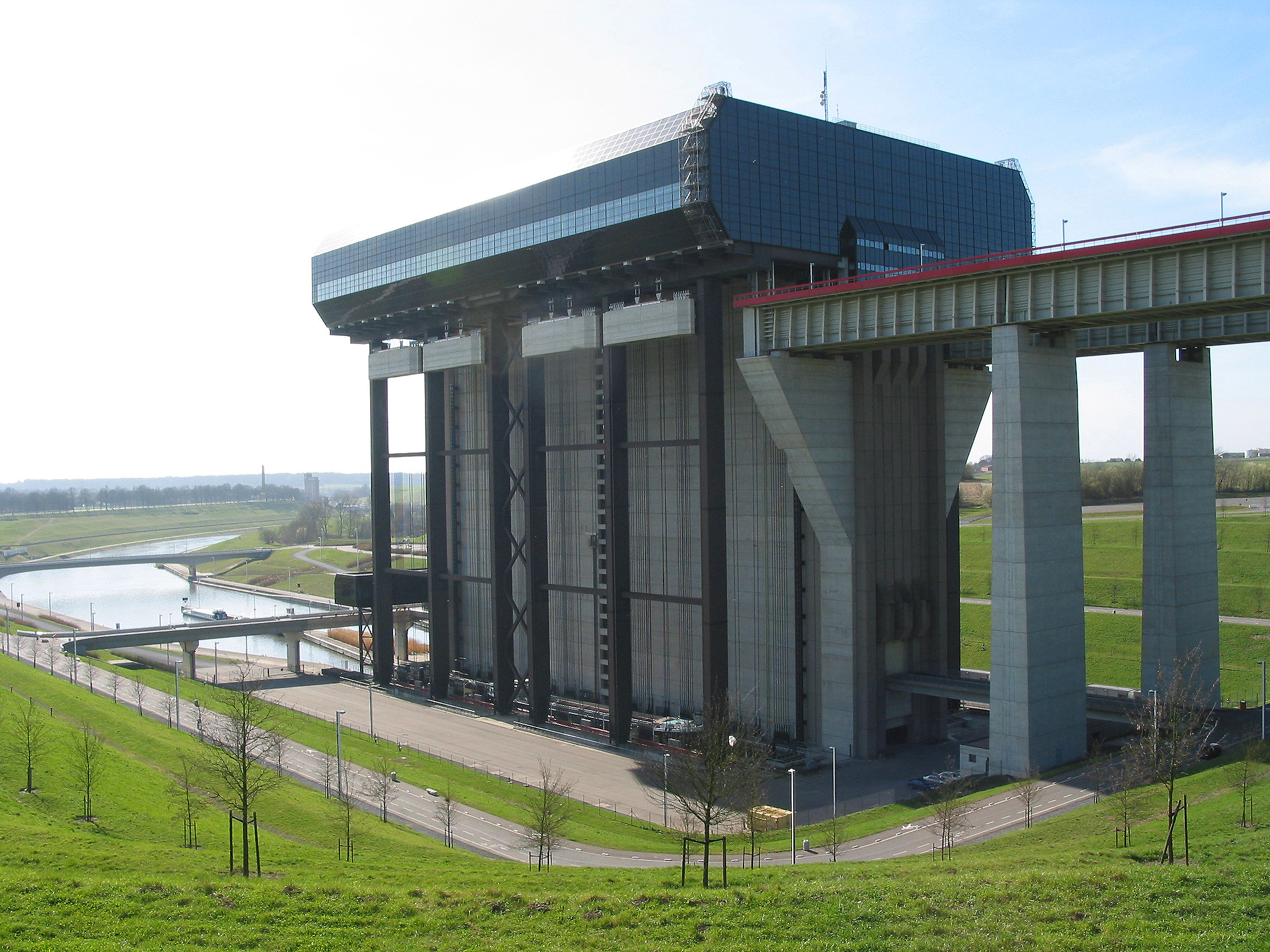
Båtlyften Strépy-Thieu

Strépy-Thieu (franska: L'ascenseur funiculaire de Strépy-Thieu) är en båtlyft, även kallat lyftverk, som ligger på en gren av Canal du Centre i kommunen Le Roeulx i provinsen Hainaut i Belgien. Med en höjdskillnad på 73,15 meter är detta den för närvarande högsta båtlyften i världen. Strépy-Thieus båtlyft byggdes för att ersätta det tidigare slussystemet tillsammans med de tidigare hydrauliska lyftverken, för att klara den nya europeiska standarden för frakttrafik på vattenvägar på 1350 ton. Strépy-Thieu började byggas 1982 och slutfördes 2002, till en kostnad på 160 miljoner euro.

## Historia

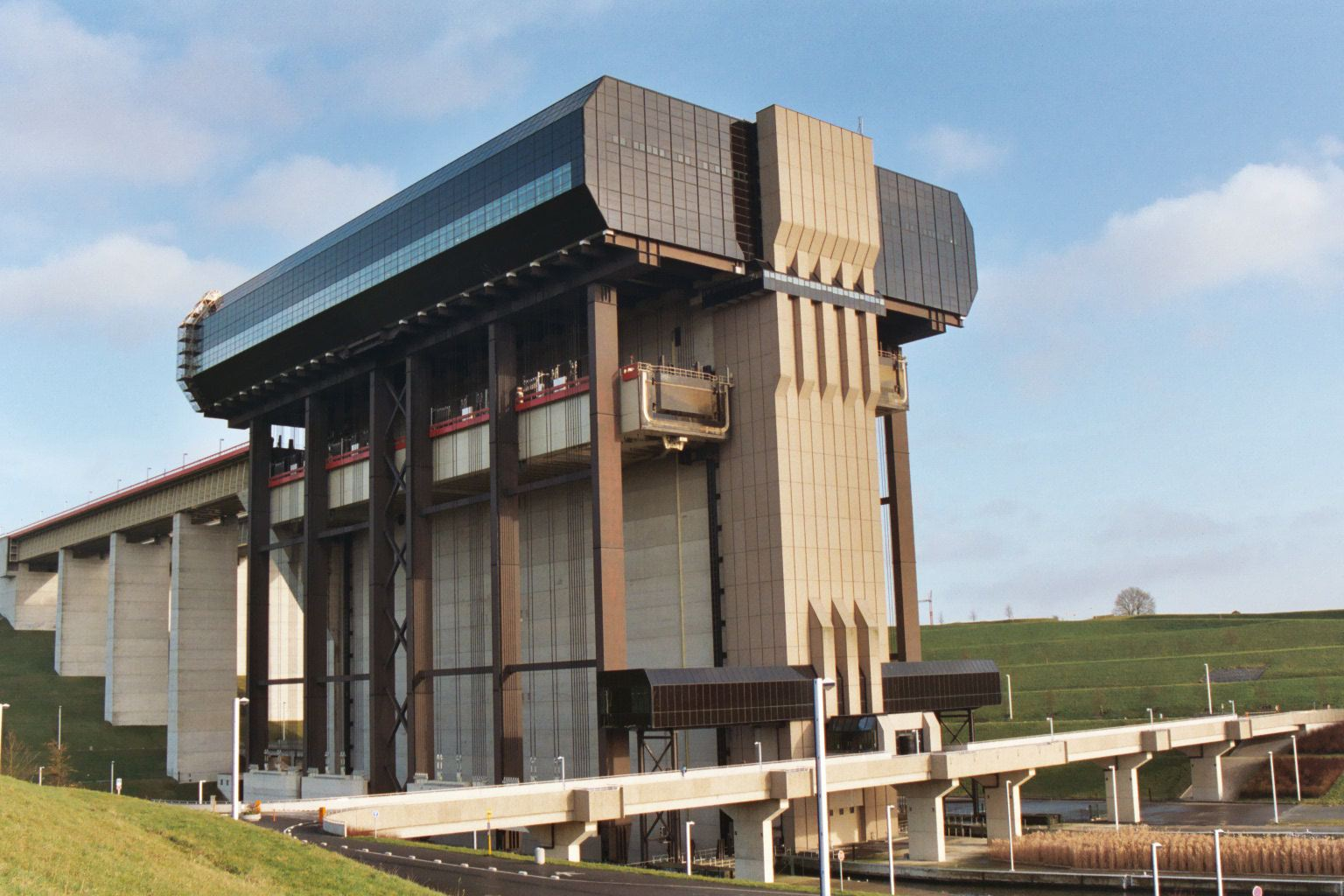
Vy nedströms

Båtlyften utformades i samband med Canal du Centre:s moderniseringsprogram för att ersätta två äldre slussar, samt de tidigare fyra 16-meters lyftverken från 1888 till 1919. Kanalen invigdes 1879 och dess slussar och hissar kunde ta emot fartyg på upp till 300 ton. På 1960-talet var detta inte längre tillräckligt för den nya europeiska standarden på 1350 ton för pråm-trafik och en ersättning började projekteras.
Konstruktion av båtlyften inleddes 1982 och slutfördes inte förrän 2002, till en beräknad kostnad av 160 miljoner euro (då 6.400 miljoner BEF), men när den väl var i drift tillät kanalen trafik upp till den nya standarden på 1350 ton, likt övriga vattenvägar vid floderna Meuse och Schelde. Båtlyften ökade frakttrafiken från 256 000 ton under 2001 till 2  295 000 ton under 2006.
De fyra äldre hydrauliska lyftverken på den ursprungliga delen av Canal du Centre i söder, är fortfarande i bruk, men är begränsad till fritidsbåtar. Deras arkitektoniska och historiska värde har lett till att de 1998 blev uppsatta på världsarvslistan.

## Konstruktion

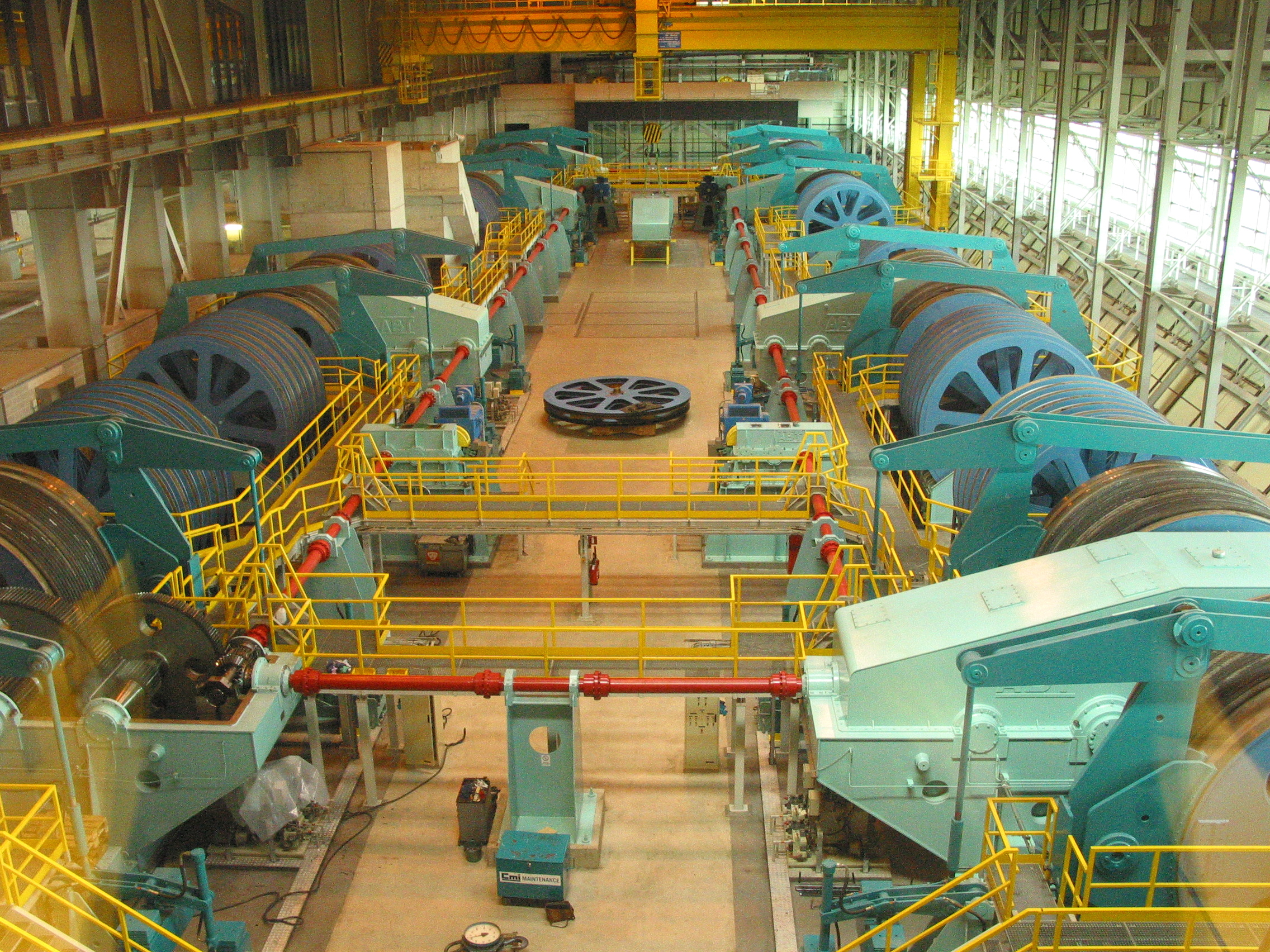
Maskinhallen

Strépy-Thieu består av två separata och oberoende motviktssystem, som betjänar var sitt hängande lyfttråg för samtidig trafik uppströms eller nedströms. Enligt Arkimedes princip har trågen i princip samma vikt, oavsett om de är lastade med en båt eller bara innehåller vatten. I praktiken gör dock variationer i vattennivån att vikten på varje lyfttråg varierar mellan 7200 och 8400 ton. Trågen är 112 meter långa, 12 meter breda och har ett vattendjup på 3,35 till 4,15 meter. Varje tråg har totalt 112 stödkablar och 32 styrkablar, vardera med 85 mm:s diameter.
Motvikternas massa beräknas hålla spänningen i varje kabels kontrollpunkt under 100 kN vid alla tillfällen. Lyftkablarna passerar över ett brythjul, med en diameter på 4,8 m. Fyra elmotorer sköter åtta vinschar per tråg via en växellåda. Hastigheten är cirka 20 cm per sekund och färden på 73,15 meter tar cirka sju minuter. Konstruktionen, som är massivt förstärkt, är dimensionerad för att ta upp de vridande krafterna under drift och har en massa på cirka 200 000 ton. De vertikalt rörliga vattentäta portarna är utformade för att tåla en påkörning av ett fartyg på 2000 ton som rör sig med 5 km i timmen.

### Byggnaden

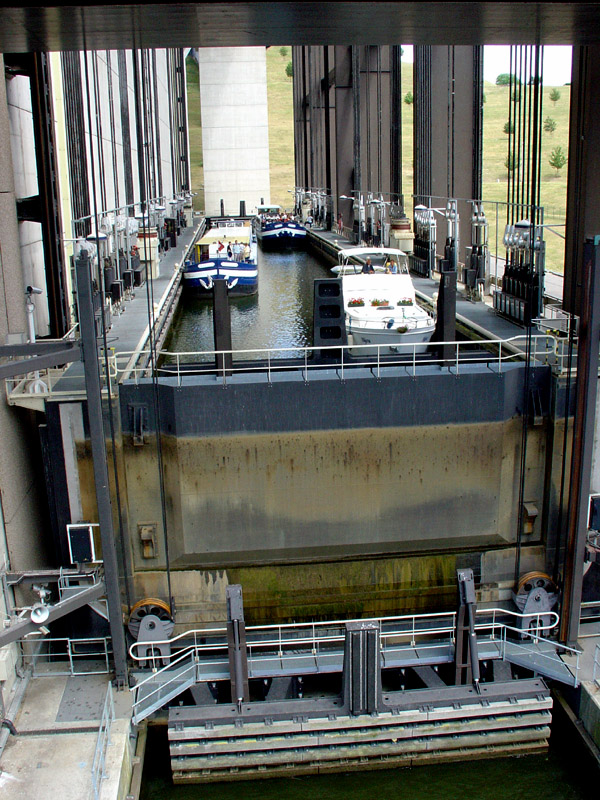

Själva byggnadsverket är 130 meter långt, 81 meter brett och 117 meter högt. 
Även om driften av de två trågen är helt oberoende, har lyftbyggnaden en unik struktur för att säkra en tillräcklig styvhet och minimera risken för deformation. I huvudsak består den konkreta strukturen av ett vattentätt fundament, ett centralt torn som sträcker sig över hela längden på hissen och den centrala zonen av plattan på 131 m som utgör mittpunkten i golvet i maskinrummet. De två sidostyckena av detta golv består av metallbalkar, stödda av metallkolumnerna på ena sidan och det centrala golvet på den andra.
Maskinrummet är beläget i den övre delen av tornet. I centrum av rummets tak finns en symmetrisk kolumn på vilken taket och fasaderna stöds. Den totala vikten för hela byggnaden är cirka 200 000 ton. Byggnaden är 117 meter hög, 130 meter lång och 81 meter bred.

### Kanalbroarna
Varje bro består av fyra spann på 42 m som vart och ett väger 420 ton, som vilar på centralbyggnaden plus tre stödben samt en distans uppströms i kanalen. Både spannen och distansen är gjorda av armerad betong.

### Lyfttrågen
Trågen är separat upphängda på var sin sida av huvudbyggnaden. Trågen är försedda med vertikala portar, som öppnar och stänger vattenpassagen. Denna utrustning kompletteras med vattentäta tätningar mellan trågen och kanaländarna. Varje tråg balanseras med 16 fjädringsmotvikter och 8 kontrollmotvikter, förbundna med 112 dragkablar och 32 kontrollkablar.

### Portarna

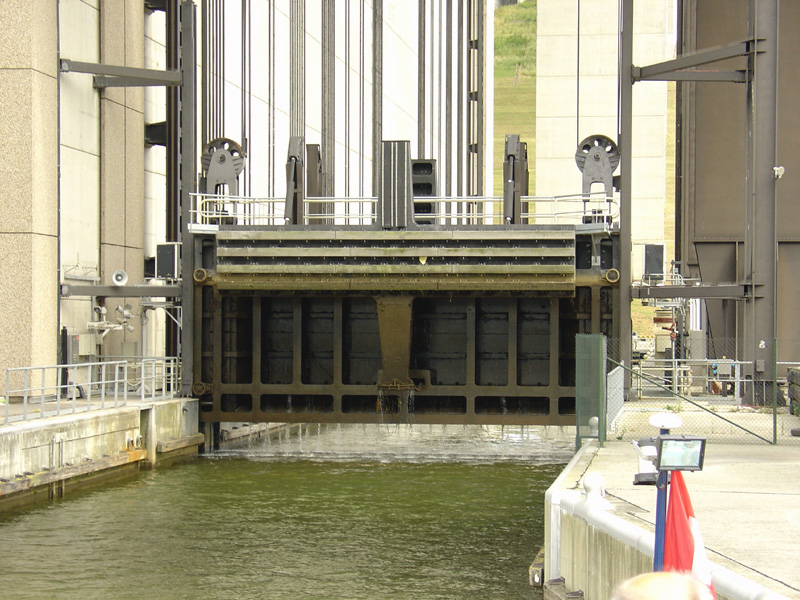

Varje lyfttråg är tätat med dubbla portar av en svetsad konstruktion med längsgående styvhet, med hjälp av två lådbalkar på 8 meters höjd. Dessa lådbalkar är sammankopplade med hängslen i form av ett dubbelt T, cirka 2,9 m från varandra, som stöder den vridstyva bottensektionen.
Var och en av portarna är dubblerad av en säkerhetsport för att förhindra att bassängen töms av misstag i händelse av en incident på någon lyftenhet.

### Lyftkablarna
Stålkablarna, som förbinder lyfttrågen med dess motvikter, är gjorda av extruderad förzinkad ståltråd av Nuflextyp. De har en nominell utvändig diameter på 85 mm och är tillverkade av 18 kardeler utanför en kärntråd. Den totala kabellängden som åtgått för de två trågens lyftning och styrning uppgår till 36,7 kilometer. Denna längd är uppdelad i 224 sektioner på 98 meter för lyftning, 64 sektioner på 116,2 meter för kontrollstyrning av trågen samt 64 sektioner på 13,7 meter för motvikterna.